# Lonely (Sistar)
Lonely è un singolo del gruppo musicale sudcoreano Sistar, pubblicato nel 2017 dall'etichetta discografica Starship Entertainment insieme a LOEN Entertainment.
Il singolo è l'ultimo singolo rilasciato dal gruppo prima del suo scioglimento.

## Tracce
1. Lonely (arr. Rado) – 3:27 (testo: Black Eyed Pilseung, Jeon Gun – musica: Black Eyed Pileseung)
2. For You (arr. Super Cheongdam, Seo Ji-eun) – 3:52 (testo: Sistar – musica: Super Cheongdam, Hyolyn)

Durata totale: 7:19